# Swartpuntia
Swartpuntia ist ein farnwedelartiges, frondomorphes Fossil aus dem späten Ediacarium, das zu den Erniettomorpha gerechnet wird und der Nama-Gemeinschaft der Ediacara-Biota angehört.

## Etymologie
Die Bezeichnung Swartpuntia leitet sich ab vom Namen der zwischen Aus und Rosh Pinah in Namibia gelegenen Fundstätte, der Swartpunt Farm. Das aus dem Afrikaans stammende Wort Swartpunt („Schwarze Spitze“) bezieht sich auf die dunkle Färbung des anstehenden Gesteins. Der Taxonname germsi ehrt Gerhard Germs, der die Nama Group geologisch untersucht hatte.

## Verbreitung
Neben der Typlokalität in Namibia wird Swartpuntia im Südwesten Nordamerikas (Kalifornien) und im Carolina-Terran angetroffen. Diese sehr eingeschränkte Verbreitung Swartpuntias wurde von Hagadorn und Waggoner (2000) für paläogeographische Rekonstruktionen verwendet.

### Fundstätten
- Spitzkop Member, Urusis-Formation, Nama Group, Namibia
- Cid-Formation der Albemarle Group (Stanly County), North Carolina[2]
- Wood-Canyon-Formation, Death Valley, Kalifornien. Kommt in derselben Formation auch in den Kelso Mountains in der Mojave-Region vor.
- Poleta-Formation, White Mountains, Kalifornien

## Beschreibung
Swartpuntia wuchs zu Höhen von 12 bis 19 Zentimeter und war zwischen 11,5 und 140 Zentimeter breit. Das Petalodium (Wedel) war multifoliat und wurde aus drei bis sechs gesteppten Fächern (Petaloiden) aufgebaut, deren reifenartige Röhren mit Sand verfüllt waren.
Die Fächerränder waren gezackt und mit einer 1 Millimeter breiten Rille versehen. Der 14 Millimeter breite, segmentierte Zentralstängel verjüngte sich zur Spitze hin und endete 25 Millimeter unterhalb des Apex von Swartpuntia. Die Stängelsegmente trugen im oberen Abschnitt eine V-förmige Ornamentierung, darunter bestanden sie aus unverzierten Loben.
Das Taxon charakterisiert das Verzweigungsmuster des Swartpuntia-Typus, dem einfachsten der vier Verzweigungsmuster unter den Frondomorphen. In ihm zweigen unverzierte, primäre, identische Röhren geradlinig von einem Zentralstängel ab, sekundäre oder tertiäre Verästelungen sind nicht vorhanden. Der Swartpuntia-Typus umfasst auch die Taxa Pteridinium und Ernietta, letztere kann aber nicht unter die Frondomorphen eingereiht werden.
Swartpuntia ähnelt in seiner spatenförmigen, multifoliaten äußeren Gestalt anderen Wedelartigen wie beispielsweise Pteridinium und Charniodiscus, die alternierende Segmente vorweisen. In ihrer Mikrostruktur stehen die Segmente jedoch Dickinsonia näher. Diese Kombination unterschiedlicher Merkmale legt enge phylogenetische Verwandtschaften innerhalb der Ediacara-Biota nahe und unterstützt Seilachers Theorie eines abgetrennten Phylums der Vendobionten.

## Habitat und Lebensweise
Für Swartpuntia hat Mark McMenamin einen photosymbiotischen Lebensstil vorgeschlagen. In Anbetracht des Flachwasser-Habitats, der baumartigen Wachstumsstruktur und des offensichtlichen Mangels an heterotrophen Nahrungserwerb erscheint dies durchaus als plausibel.

## Alter
An der Typlokalität sind Swartpuntia-Fossilien in den Sandsteinlagen des Spitzkop Members der Urusis-Formation erhalten. Sie erscheinen über einer Aschenlage, die mit 543 ± 1 Millionen Jahren BP datiert worden war. Die Fossilien treten dann bis zum Ende des Ediacariums hin auf (der Beginn des Kambriums wird mit 542 Millionen Jahren BP datiert). Die kalifornischen Funde deuten aber darauf hin, dass Swartpuntia sogar bis ins Unterkambrium überdauerte.